# ایران در جنگ جهانی اول
جنگ جهانی اول (از ماه اوت ۱۹۱۴ تا نوامبر ۱۹۱۸) هم‌زمان با حکومت احمد شاه قاجار بود و دولت مشروطهٔ ایران ضعیف‌ترین دوران خود را می‌گذراند. جنگ جهانی اول در زمانی آغاز شد که ایران از جوانب گوناگون اوضاعی آشفته، نابسامان، بغرنج و متزلزل داشت. بحران فزایندهٔ اقتصادی، وضعیت ناپایدار سیاسی و مداخلات مهارگسیختهٔ قدرت‌های خارجی، ایران را تا آستانهٔ یک دولت ورشکسته و وابسته پیش برده بود. ایران در طی جنگ جهانی اول، تقریباً از هر طرف پیروی نمی کرد و خود را '''(نه از متحدین نشان میداد و نه از متفقین)'''

## اعلام بی‌طرفی
علی‌رغم اعلام بی‌طرفی دولت ایران نیروهای متخاصم به بهانه قراداد۱۹۰۷ از جنوب و شمال وارد ایران شدند. و به دلیل ضعف در دولت مرکزی و ارتش ارتش روسیهٔ تزاری تا دروازه‌های تهران پیشروی کرد اما از منقرض کردن سلسلهٔ قاجار منصرف شدند. در جنوب مردم محلی در چند نوبت با متجاوزان انگلیسی درگیر شدند که از مهم‌ترین نبردهای جنگ جهانی اول در ایران می‌توان به مقاومت دلیران تنگستان، دشتستان و دشتی در استان بوشهر و ناصر دیوان کازرونی در فارس و نبرد جهاد در خوزستان اشاره کرد. جمعی از رجال از قم به اصفهان و سپس اراک و بالاخره به کرمانشاه رفتند و عاقبت در آن جا (فرونت غرب) قوای گارد ملی ترتیب دادند و دولت موقتی مهاجرین به ریاست رضاقلی نظام‌السلطنهٔ مافی تشکیل گردید. پس از سقوط بغداد اعضای دولت موقتی مهاجرین و جمع بسیاری از ایرانیان به استانبول رفتند.

## آغاز جنگ جهانی اول
در آغاز جنگ جهانی اول قوای روس از دو سو به طرف پایتخت پیش می‌آمد، ترس از روس‌ها و تبلیغات شدید آلمانی‌ها که با توزیع بی‌دریغ پول همراه بود احساسات مردم را به نفع آلمان و عثمانی برانگیخته و تنفر و نگرانی شدیدی نسبت به روس‌ها و انگلیسی‌ها (که بیش از یک صده پیشینهٔ استعماری در ایران داشتند) به وجود آورده بود، حزب دمکرات در تهران فعالیت شدیدی آغاز نمود و تلاش می‌کرد که ایران را به نفع آلمان و عثمانی وارد جنگ کند، چون می خواستند با استعمار روس و انگلیس مقابله کنند ژاندارمری ایران هم از دولت سرپیچی کرده، بر خلاف اصل بی‌طرفی (که روس ها و انگلیس ها آن را نقض کردن) به نفع آلمانی‌ها وارد کار شده بود. سررشتهٔ این تحریکات در برلین و در دست حسن تقی‌زاده بود که با مقامات وزارت خارجهٔ آلمان روابطی به هم رسانیده بود.
پیش آمدن روس‌ها به سوی پایتخت به همین دلیل بود، روس و انگلیس معتقد بودند که یک کودتای آلمانی در تهران در حال تکوین است و برای جلوگیری از این کودتا به سوی پایتخت پیش می‌آمدند، وقتی قوای روس به ینگی امام رسید، حسن مستوفی‌الممالک تحت تأثیر دموکرات‌ها واقع شد و تصمیم گرفت که پایتخت را به اصفهان منتقل کند و به جمعی از وکیلان و سایر مردم که به دشمنی با روس و انگلیس متظاهر بودند توصیه کرد که به قم و اصفهان بروند، شایع بود که روس‌ها به تهران می‌آیند و شاه را اسیر و مخالفان را قتل‌عام می‌کنند.
دموکرات‌ها که کار را به مراد خود دیدند، دسته دسته روانهٔ قم شدند، کوچندگان جمعیت طرف توجهی بودند. اما تغییر پایتخت عملی نشد، وزیران مختار روسیه و انگلیس شاه را مطمئن کردند که قصد تجاوز به پایتخت را ندارند. جمعی از رجال از قبیل عبدالمجید میرزا عین‌الدوله، عبدالحسین میرزا فرمانفرما و نجفقلی صمصام‌السلطنه و سپهدار تنکابنی نیز برای انصراف شاه کوشیدند ولی کوچندگان از قم به اصفهان و سپس اراک و بالاخره به کرمانشاه رفتند و عاقبت در آن جا قوای گارد ملی ترتیب دادند و دولت موقتی مهاجرین به ریاست رضاقلی نظام‌السلطنهٔ مافی تشکیل گردید. سید محمد طباطبایی هم با دو فرزندش جزو همان کوچندگان بود. پس از سقوط بغداد اعضای دولت موقتی مهاجرین و طباطبایی و جمع بسیاری از ایرانیان به استانبول رفتند.
جنگ جهانی اول هشت روز پس از تاجگذاری احمد شاه آخرین پادشاه سلسلهٔ قاجار آغاز شد. مستوفی‌الممالک نخست‌وزیر وقت ایران بلافاصله پس از آغاز جنگ، بی‌طرفی کامل خود را اعلام کرد اما دولت‌های درگیر در جنگ، این بی‌طرفی را نادیده گرفتند و نیروهای خود را از هر سو وارد ایران کردند. روس‌های تزاری به فرماندهی ژنرال «باراتف» از بندر انزلی تا اصفهان را میدان تاخت و تاز خود قرار دادند. عثمانی‌ها با حمایت آلمان از مرزهای غرب کشور تا مرکز همدان پیش آمدند و از آن جا راهی قفقاز و مرزهای روسیه شدند. واکنش متقابل روسیه چنان عثمانی‌ها را به عقب راند که آذربایجان شرقی در بهمن ۱۲۹۳ به اشغال نظامیان روس درآمد.
روس‌ها در مرداد ۱۲۹۴ تا پشت دروازه‌های تهران جلو آمدند. پیشروی روس‌ها به سمت پایتخت موجب مهاجرت عده‌ای از نمایندگان مجلس از تهران و تعطیل مجلس شد. احمد شاه در صدد انتقال پایتخت از تهران به اصفهان برآمد، وزیران مختار روس و انگلیس او را از اجرای این تصمیم بازداشتند. روس‌ها به قزوین عقب‌نشینی کردند چون نمی خواستند پایتخت به اصفهان منتقل شود. در این مدت رؤسای دولت در تهران تحت فشار بیگانگان مرتباً تغییر می‌کردند. به طوری که در عرض یک سال، بعد از استعفای مستوفی‌الممالک به ترتیب مشیرالدوله، سعدالدوله، عین‌الدوله، مستوفی‌الممالک، و عبدالحسین میرزا فرمانفرما به ریاست دولت منصوب شدند و سرانجام با استعفای فرمانفرما در دی ۱۲۹۴ (ژانویه ۱۹۱۶) احمد شاه، محمدولی خان سپهدار تنکابنی را با لقب سپهسالار[اعظم] به رئیس‌الوزرائی برگزید.

## ورود نیروهای انگلیسی به جنوب و نیروهای عثمانی به غرب و نیروهای روسیهٔ تزاری به شمال ایران
نیروهای انگلیسی همزمان با این تغییر و تحول در تهران وارد جنوب شدند و با پیشروی آن‌ها در صفحات جنوب ایران، در نیمهٔ اول سال ۱۹۱۶ ایران عملاً تحت اشغال قوای سه کشور بیگانه قرار گرفت: روس‌ها قسمت شرقی آذربایجان و گیلان و مناطق وسیعی را که شامل قسمت اعظم استان مرکزی کنونی و قم و کاشان و نطنز و بخشی از استان اصفهان می‌شد اشغال کرده بودند و عثمانی‌ها آذربایجان غربی و کردستان و کرمانشاه و همدان و بروجرد را تحت سلطهٔ خود گرفته بودند. بخش مهمی از صفحات جنوب نیز در اشغال انگلیسی‌ها بود و حکومت مرکزی که فقط تهران را در اختیار داشت عملاً ناچار به تبعیت از سیاست روس و انگلیس، یعنی متفقین آن روز بود.
با آن که ایران از کانون اصلی جنگ یعنی اروپا فاصلهٔ زیادی داشت، ولی به یکی از میدان‌های جنگ تبدیل شده بود. ایران در آن زمان با انقلاب مشروطیت مرحلهٔ جدیدی از تاریخ خود را آغاز کرده بود. انقلابیون صدر مشروطه در تلاش برای آزادی کشور، قطع دست بیگانگان و احیای استقلال و تمامیت ارضی و حاکمیت ملی کشور بودند. اما عملکرد قوای بیگانه و هجوم آن‌ها به شهرهای شمالی، جنوبی و غربی کشور، راه هر گونه دستیابی به استقلال و ثبات را بر ایران سد کرده بود. در این میان وجود شخصیت‌ها و رجالی که هر کدام از آبشخور یکی از قدرت‌های مداخله‌گر تغذیه می‌شدند، بلیهٔ مضاعفی بود که حاکمیت ملی، تمامیت ارضی و استقلال مردم ایران را نشانه گرفته بود.
روسیه و انگلستان در خلال جنگ جهانی اول عملاً با انعقاد قراردادهایی ایران را به مناطق تحت نفوذ خود تبدیل کرده بودند و ورود نظامیان آنان به داخل کشور که غالباً با استناد به این قراردادها صورت می‌گرفت، سبب شده بود که دولت مرکزی حتی در تهران، قدرتی نداشته باشد. یکی از این توافق‌نامه‌ها پیمان معروف ۱۹۱۵ بود که در ۲۸ دی ۱۲۹۳ میان روسیه و انگلستان به امضا رسید. این پیمان که به فاصلهٔ ۸۰ روز پس از اعلام بی‌طرفی ایران در جنگ به امضای دو دولت مذکور رسید، قلمرو نفوذ دو کشور را در ایران بیش از آنچه که در پیمان ۱۹۰۷ آنان مقرر شده بود، توسعه داد. به موجب این پیمان دو کشور حقوق و امتیازات ارضی بیشتری برای خود در ایران قائل شدند و هزینهٔ نگاهداری نیروهای خود را در ایران نیز به گردن دولت تهران گذاشتند. ورود نظامیان روسیه به شهرهای تبریز، ارومیه، همدان، قزوین، زنجان و کرمانشاه که در زمستان ۱۲۹۳ و در تمام طول سال ۱۲۹۴ صورت گرفت، نتیجهٔ همین توافق‌نامه بود. روس‌ها این قرارداد را به بهانهٔ فراهم شدن زمینهٔ مقابله با پیشروی نیروهای عثمانی در ایران امضا کردند. در زمان انعقاد این پیمان، عثمانی‌ها تبریز را در اشغال خود داشتند. انگلیسی‌ها نیز متعاقب انعقاد پیمان ۱۹۱۵ در نواحی جنوبی کشور پیشروی‌های چشمگیری داشتند و قیام مشهور «دلیران تنگستان» در مرداد ۱۲۹۴ نمادی از مقاومت مردم سلحشور جنوب ایران در برابر آنان بود. انگلیسی‌ها به نفت خلیج فارس چنان چشم دوخته بودند که تحت هیچ شرایطی حاضر نبودند حتی به حصر تأسیسات نفتی ایران در بندرهای جنوبی که بر طبق «قرارداد دارسی» به چنگ آنان افتاده بود، پایان دهند. آنان با مشارکت نظامیان هندی تحت فرمان خود در جنوب ایران نیروی نظامی «پلیس جنوب» را شکل داده و آن را ابزار ارادهٔ خود کرده بودند و روس‌ها نیز در شمال نیروی قزاق را به وجود آوردند.

### تسخیر تهران توسط روسیه تزاری
ساماندهی نیروهای مردمی در برابر قشون روسیه فردی به نام حیدر لطیفیان بود که از هواداران مشروطیت بود.
روس‌ها تا قزوین پیش رفتند. با احتمال سقوط تهران، مجلس از اکثریت افتاد و منحل شد. زمانی که در سال آغازین جنگ جهانی اول در حدود  ۱۲۹۳هجری شمسی ، روسیه به ایران برای اخراج مورگان شوستر اولتیماتوم داد،  و قوای این کشور وارد ایران شدند و تا رباط کریم آمدند و نبرد رباط‌کریم در گرفت. و به قوای کمیته دفاع ملی تشکیل شده بود حمله کردند . حسن اعظام قدسی (اعظام الوزارة) از یاران مدرس درکتاب خاطرات خود به نام «خاطرات من» در مورد نخستین برخورد نظامی روس‌ها با نیروهای ملی  می‌نویسد:
قشون روس از یک طرف به روستای  کُلمه (شهرک فجر) که بین راه رباط کریم به تهران واقع است می‌رسد،و مبارزین محلی از سه طرف محاصره می‌شوند روس‌ها تقریباً از یک فرسنگی شروع به بمباران منطقه می‌کنند، تا نزدیک غروب سنگرهای مبارزین محلی باتوپ بمباران می‌شود ولی همه ی افراد جان سالم به در می‌برند.اما هنگام غروب سواران پیاده نظام قشون روس نزدیکتر می شوندو جنگ با شمشیر آغاز و بعد از زد و خوردی خونین ۷۰ نفر کشته می‌شوند.
حیدر نیز همانند بقیه همرزمان خود کشته شد. براساس روایات مردمان محلی، روس‌ها با بریدن سر‌های کشتگان، تشخیص اجساد را دشوار کردند. تنها جسد قابل شناسایی از میان ۷۰ نفر، حیدر لطیفیان بود که جسد او را در اطراف امامزاده ای در بالای روستای وهن آباد به خاک سپردند.

## حکومت موقتی دولت مهاجرین در کرمانشاه
در این میان گروهی از مهاجرین نیز در کرمانشاه حکومت مستقلی تشکیل داده و خود را تحت حمایت متحدین آن روز یعنی آلمان و عثمانی قرار داده بودند. ریاست حکومت کرمانشاه را رضاقلی خان نظام‌السلطنهٔ مافی برادرزادهٔ رئیس‌الوزرای پیشین ایران حسینقلی نظام‌السلطنهٔ مافی به عهده داشت. جمعی از ایرانیان مقیم اروپا هم کمیته‌ای به نام «ایران آزاد» تشکیل داده، از حکومت نظام‌السلطنه پشتیبانی می‌کردند. مرکز این کمیته در برلن بود و سید حسن تقی‌زاده در سمت ریاست این کمیته با دولت آلمان رابطه برقرار کرده بود.
در مرداد ماه ۱۲۹۵ (اوت ۱۹۱۶) به دنبال پیشروی نیروهای عثمانی به طرف قزوین، سپهسالار تنکابنی از ریاست وزرا برکنار شد و میرزا حسن خان وثوق‌الدوله به جانشینی وی انتخاب گردید. در این هنگام چون پایتخت در خطر اشغال قوای عثمانی قرار داشت وزیران مختار روس و انگلیس در تهران به احمد شاه تکلیف کردند از تهران خارج شود، ولی شورای مشورتی که به درخواست احمد شاه از علما و شاهزادگان و اعیان تشکیل شده بود به احمد شاه توصیه کرد پایتخت را ترک نکند. از سوی دیگر هیئتی از طرف شورای مشورتی عازم همدان مرکز فرماندهی قوای عثمانی در ایران شد تا ضمن مذاکره با علی احسان پاشا فرمانده نیروهای عثمانی از وی تقاضا کنند از حرکت قوای عثمانی به طرف پایتخت جلوگیری نماید. این هیئت که احمد قوام‌السلطنه و حسن محتشم‌السلطنه و علیقلی مشاورالممالک در آن عضویت داشتند موفق شد موافقت ژنرال علی احسان پاشا را به خودداری از اشغال تهران از طرف قوای عثمانی جلب نماید.
سال ۱۹۱۷ در ایران با فعالیت‌های تروریستی کمیته‌ای به نام «کمیتهٔ مجازات» در تهران آغاز شد و وحشت زیادی در دل‌ها افکند. به دنبال انقلاب اول روسیهٔ تزاری و استعفای تزار که در اواخر اسفند ماه ۱۲۹۵ روی داد وثوق‌الدوله هیئتی را به ریاست یک روزنامه‌نگار جوان به نام سید ضیاءالدین طباطبایی به روسیه فرستاد تا دربارهٔ تحولات روسیه تحقیق به عمل آورده، موجبات نزدیکی به حکومت جدید روسیه را فراهم آورد. در این هیئت نمایندگانی از وزارتخانه‌های مختلف عضویت داشتند، که از آن جمله می‌توان به میرزا باقر خان مهذب‌الدوله نمایندهٔ وزارت خارجه و کلنل کاظم خان نمایندهٔ وزارت جنگ و میرزا یوسف خان مشار اعظم نمایندهٔ وزارت داخله اشاره نمود.
روز هشتم خرداد ۱۲۹۶ وثوق‌الدوله به دنبال تشدید فعالیت کمیتهٔ مجازات و قتل متین‌السلطنه نمایندهٔ سابق مجلس و مدیر روزنامهٔ عصر جدید، استعفا داد و علاءالسلطنه به جانشینی وی انتخاب گردید. علاءالسلطنه بعد از انجام انتخابات دورهٔ چهارم مجلس شورای ملی استعفا داد و عین‌الدوله به جانشینی وی برگزیده شد. انقلاب بلشویکی روسیه در زمان حکومت وی در ایران روی داد و با روی کار آمدن بلشویک‌ها در روسیه روابط ایران و شوروی وارد مرحلهٔ تازه‌ای شد.

## اوضاع آشفتهٔ ایران
در اوایل دی ماه ۱۲۹۶ ایران وضع آشفته‌ای داشت. بخش اعظم شمال ایران هنوز تحت اشغال سربازان روس بود، ولی با روی کارآمدن حکومت شوروی در روسیه بین افسران قشون اشغالگر روس بر سر این که از حکومت جدید شوروی اطاعت کنند یا نه اختلاف افتاده بود. بخش مهمی از غرب ایران در اشغال امپراتوری عثمانی بود و در جنوب نیروی «تفنگداران جنوب» (پلیس جنوب) که انگلیسی‌ها به وجود آورده بودند فرمانروایی می‌کردند. عین‌الدوله که علاوه بر مشکلات سیاست خارجی با بحران شدید مالی و قحطی و گرسنگی در قلمرو حکومت خود روبه‌رو شده بود، روز ۲۵ دی ماه ۱۲۹۶ استعفا داد و حسن مستوفی‌الممالک به جانشینی وی تعیین گردید. مستوفی‌الممالک در داخل با همان مشکلات عین‌الدوله دست به گریبان بود، ولی در سیاست خارجی با انعقاد قرارداد صلح بین روسیه و آلمان (قرارداد برِسْت لیتُوْسک) موفقیت بزرگی به دست آورد، زیرا به موجب این قرارداد روس‌ها مکلف به بیرون بردن نیروهای خود از ایران گردیدند. البته مستوفی‌الممالک و دولت او در این موفقیت نقشی نداشتند. تعهد روسیه به تخلیهٔ نیروهای خود از ایران با فعالیت‌های کمیتهٔ ایران آزاد در برلن و مراجعات رؤسای این کمیته به دولت آلمان بی‌ارتباط نبود و آلمانی‌ها که فکر می‌کردند به کمک اعضای این کمیته در ایران صاحب نفوذ خواهند شد، در قرارداد متارکهٔ جنگ با روسیه ماده‌ای گنجاندند که به موجب آن روس‌ها مکلف به تخلیهٔ ایران گردیدند.
مستوفی‌الممالک سرانجام در برابر مشکلات داخلی تاب مقاومت نیاورد و روز هشتم اردیبهشت ۱۲۹۷ از ریاست دولت کناره‌گیری کرد. احمد شاه نجفقلی خان صمصام‌السلطنه را به جانشینی وی منصوب کرد؛ ولی دو ماه بعد با مخالفت شدید مردم و بسته شدن بازار و دکاکین برکنار گردید. احمد شاه مجدداً وثوق‌الدوله را به رئیس‌الوزرایی منصوب کرد و اولین کار وثوق‌الدوله در دورهٔ جدید حکومت خود تعقیب و دستگیری اعضای کمیتهٔ مجازات و اعدام سران آن‌ها در میدان توپخانه بود. دو عنصر اصلی دیگر این کمیته (ابراهیم منشی‌زاده و اسدالله ابوالفتح‌زاده) نیز هنگام فرار کشته شدند.
هنگامی که وثوق‌الدوله مأمور تشکیل کابینه شد تخلیهٔ سربازان روس از ایران در شرف انجام بود. دو ماه بعد از تشکیل کابینهٔ جدید وثوق‌الدوله جنگ بین‌المللی اول با شکست متحدین پایان یافت و نیروهای عثمانی نیز تا پایان سال ۱۹۱۸ ایران را تخلیه کردند.
تخلیهٔ ایران از سربازان روس و عثمانی با تقویت نیروهای انگلیسی در ایران و گسترش دامنهٔ عملیات آن‌ها تا شمال کشور همراه بود.
در اواخر جنگ جهانی اول و پس از وقوع انقلاب بلشویکی روسیه، بریتانیایی‌ها و دیگر متفقین برای حفظ منافع خود وارد جنگ داخلی روسیه شدند. دریادار دیوید نوریس مسئول تشکیل ناوتیپ بریتانیایی کاسپین شد و پایگاه‌هایی در بندر انزلی و کراسنووُدسک ایجاد گردید و ادوات نظامی از راه بغداد و باتومی به دریای مازندران منتقل گردید.
انگلیسی‌ها که می‌خواستند ایران را بدون رقیب و مزاحم دیگری در اختیار خود بگیرند با امضای قرارداد جدیدی با دولت وثوق‌الدوله قشون و مالیهٔ ایران را تحت کنترل خود درآوردند. انگلیسی‌ها پس از امضای این قرارداد، که به قرارداد ۱۹۱۹ معروف شده‌است، بدون این که منتظر تصویب آن از طرف مجلس شورای ملی بشوند، مفاد آن را به موقع اجرا گذاشتند و یک هیئت نظامی و یک هیئت مالی به ایران فرستادند، ولی انتشار خبر امضای این قرارداد که ابتدا محرمانه نگاه داشته شده بود با مخالفت شدید افکار عمومی مواجه گردید.
این قرارداد از جمله لکه‌های ننگ در روابط زمامداران انگلیسی با دولت و ملت ایران به شمار می‌رود.
جنگ جهانی اول دنیای جدیدی را در برابر مردم ایران گشود و پیروزی‌های اولیه آلمان امیدهایی را در دل آنان ایجاد کرد. آلمان از نظر ایرانیان دولتی استعمارگر نبود و دست کم در روابط با ایران سوابق استعماری نداشت. ایران از ۱۸۸۵ میلادی با آلمان رابطهٔ سیاسی برقرار کرده بود و با آغاز جنگ جهانی اول این رابطه نزدیک‌تر شد. ایرانیان از این که می‌دیدند آلمان با روسیه و انگلیس ـ یعنی دو دشمن بدسابقهٔ آن‌ها ـ وارد جنگ شده، شادمان بودند و پیروزی آلمان را به معنی پیروزی خود می‌دانستند. زیرا تلقی عموم این بود که با شکست روسیه و انگلیس، ایران نیز از قید نفوذ سیاسی و سلطهٔ اقتصادی آن‌ها آزاد می‌شود. سیاستمداران آلمان نیز از این گرایش استفادهٔ فراوانی کردند و فعالیت‌های خود را در ایران گسترش دادند، به آزادیخواهان ایرانی نزدیک شدند و ایلات و عشایر را بر ضد انگلیس شوراندند. آلمانی‌ها حتی در برلن میزبان طیفی از روشنفکران ایرانی شدند که تلاش می‌کردند تا زمینهٔ نفوذ سیاسی آلمان در ارکان ایران را فراهم سازند؛ ولی این باورها با ورود فرانسه و انگلیس و آمریکا به صحنهٔ جنگ و شکست مرحله به مرحلهٔ آلمان و عثمانی به تدریج رنگ باخت و به یأس تبدیل شد.
در سال‌های جنگ اول جهانی موجی از قحطی، فقر، گرسنگی، قتل و غارت دامنگیر جامعهٔ ایران شده بود. بیماری‌های واگیردار به ویژه تیفوس در مناطقی که بیشتر در معرض تاخت و تاز نیروهای بیگانه بود، بیداد می‌کرد.
در جریان ۴ سال جنگ اول جهانی، ایران دست کم ۱۵ بار شاهد ظهور و سقوط کابینه‌های مختلف کم‌دوام بود و عمر متوسط هر دولت تحت تأثیر هرج و مرج سیاسی ناشی از جنگ، از ۱۰۰ روز تجاوز نمی‌کرد.

## کشتار ایرانیان در زمان جنگ جهانی اول
در هنگامهٔ جنگ جهانی اول لشکر عثمانی قسمت‌هایی از آذربایجان را به تصرف خود در می‌آورد. در جریان این حملات لشکر عثمانی بسیاری از دهکده‌های آشوری‌نشین ایران را غارت و ویران می‌کند و به کشتار غیرنظامیان ایرانی و کسانی که به دفاع از سرزمین خود پرداخته بودند می‌پردازد. آمارها از کشته شدن هزاران غیرنظامی توسط عثمانی‌ها سخن می‌گوید. این تجاوز به رویارویی ارتش ایران و روسیه با عثمانی‌ها منجر شد. دولت ایران کنسولگری‌های عثمانی را در بسیاری از شهرهای ایران در اعتراض به اقدامات عثمانی بست. این لشکرکشی عثمانی‌ها، دخالت روسیه و چندین جنگ بین روسیه و عثمانی را در خاک ایران به همراه داشت که باعث کشته شدن بسیاری غیرنظامیان ایرانی اعم از مسلمان و مسیحی در آذربایجان شد.

### آذربایجان غربی در جنگ جهانی اول
ورود لشکر عثمانی به ایران و جنگ دامنه‌دار آنان با ارتش روسیه در ایران (و جمهوری آذربایجان)، زمینه‌ساز تلفات غیرعادی ایرانیان در ناحیهٔ غرب آذربایجان شد. لشکر عثمانی در ایران، در درگیری با ارمنیان و جیلوها، موجبات مرگ بخشی از ایرانیان را فراهم نمود و جمع بزرگی در این درگیری‌ها کشته شدند. جلو، نام منطقه‌ای کوهستانی در جنوب دریاچهٔ وان در ناحیهٔ حکاری ترکیه‌است که تا پیش از جنگ اول جهانی محل زندگی طایفه‌ای از قوم آشوری در عثمانی بود. به دنبال نسل‌کشی آشوری‌ها در حکومت عثمانی و هم‌پیمان شدن آشوری‌ها با روسیه در جنگ، جمعیت بزرگی از آشوری‌ها به ایران فرار کردند.

## پیش‌زمینهٔ کشتار در آذربایجان غربی
اگرچه در اوایل ۱۹۰۰ تنش میان ملی‌گرایان ارمنی و روسیه بالا گرفت، اما به واسطهٔ آغاز جنگ جهانی اول و نسل‌کشی ارمنی‌ها در عثمانی، این تنش تحت شعاع قرار گرفت. نیروهای روسیه در خلال مقاومت وان به فرماندهی «نیکلای یودنیچ» و به همراهی واحدهای داوطلب ارمنی وارد وان شدند و ارمنیان به رهبری آرام مانوکیان حکومت محلی به نام «جمهوری وان» که بعداً به «واسپوراکان آزاد» تغییر نام پیدا کرد تشکیل دادند.واحدهای داوطلب ارمنی در جبهه قفقاز و (عملیات جنگی در قفقاز) از روسیه حمایت می‌کردند که منجر به آزار عثمانی شد. وضعیت آشوریان مسیحی نیز که در شمال غرب ایران در جایی که نیروهای روس‌ها در حال جنگ با آخرین بقایای لشکر عثمانی بودند می‌زیستند با دشواری‌هایی روبه‌رو شد. شهر مرزی ارومیه، دارای جمعیت بزرگی از آشوریان نُسطوری بود که توسط نیروهای روس که با لشکر عثمانی می‌جنگیدند محافظت می‌شد، علاوه بر این عده، به تشویق مسیونرهای مذهبی فرانسوی و آمریکایی در ارومیه، جمعیت بزرگی از آسوریهای استانهای شرقی عثمانی هم به ایران و ناحیه آذربایجان غربی پناه آورده بودند که جمعیت این عده بالغ بر پنجاه هزار نفر بود، ایرانیان هم با ورود این عده هیچ مخالفتی نکردند و حتی برای کمک به این عده که در وضع بد اقتصادی بودند اعانه ملی منتشر نمودند.
در نوامبر ۱۹۱۵ پس از خروج ارتش روسیه زیر حملات نیروهای لشکر عثمانی، ارمنیان و آشوریان منطقه شمال آذربایجان از آنجای گریختند. عده‌ای در سرما و برف مُردند و آن عده که جان سالم دربدرند، به ارومیه پناه بردند.  کمک روسها این قتل‌عام و غارت ادامه داشت.دولت عثمانی یک سری فرامین و احکام در طول جنگ با هدف متفرق کردن جمعیت کُردها صادر کرد تا این اطمینان حاصل شود که کردها کمتر از درصد ده نفر از جمعیت در مناطق اسکان مجدد تشکیل می‌دهند. رهبران کرد اغلب به شهرهای غربی ترکیه منتقل می‌شدند و از برقراری ارتباط با خویشاوندان خود منع شده بودند. تعداد کردهای اخراج شده تا ۷۰۰۰۰۰ نفر تخمین زده می‌شود که نیمی از آنها بر اثر گرسنگی، مواجهه یا بدرفتاری کشته شده‌اند.

### قحطی در همدان در دوران جنگ جهانی اول
قحطی در همدان در دوران جنگ جهانی اول به قحطی شدیدی که در سال‌های حدود ۱۲۹۶ شمسی، ۱۹۱۸ میلادی، ۱۳۳۴ قمری در اواخر دوران قاجار در اثر خشکسالی و حضور قوای مختلف بیگانهٔ روس، انگلیس، عثمانی و آلمانی در همدان رخ داد، اشاره دارد.

## قحطی در ایران در زمان جنگ جهانی اول
محمدقلی مجد در کتاب قحطی بزرگ و نسل‌کشی در ایران ۱۹۱۷–۱۹۱۹ به این نتیجه رسیده است که قحطی بزرگ در ایران در سدهٔ بیستم میلادی، در زمان جنگ جهانی اول رخ داده‌است. محمدقلی مجد ادعا کرده‌است که در طول سال‌های ۱۹۱۷–۱۹۱۹ بین ۸ تا ١٠ میلیون نفر از جمعیت ۱۸ تا ۲۰ میلیونی ایران، یعنی حدود ۴۰ درصد در اثر قحطی یا بیماری‌های ناشی از سوء تغذیه ای که بریتانیا در ایران ایجاد کرده بود از بین رفتند. مجد دولت بریتانیا را عامل و مسبب این نسل‌کشی مهیب می‌داند و عنوان می‌دارد که استعمار بریتانیا از سیاست نسل‌کشی و کشتار جمعی به عنوان ابزاری برای سلطه بر ایران بهره برد. او مدعی میشود که در آن زمان بخش مهمی از محصولات کشاورزی ایران صرف تأمین سورسات ارتش بریتانیا می‌شد که در نتیجه به کاهش شدید مواد غذایی در داخل ایران انجامید. مجد چنین نتیجه می‌گیرد: «هیچ تردیدی نیست که انگلیسی‌ها از قحطی و نسل‌کشی به عنوان وسیله‌ای برای سلطه بر ایران استفاده می‌کردند.»
با این حال به نوشتهٔ عباس میلانی بسیاری از دیدگاه‌های ارائه شده توسط مجد محل شک و غرض مدارانه می‌باشد. در کارهای مجد، او تمایل به این داشته‌است تا منابعی گلچین کند که دیدگاه از پیش تعیین‌شدهٔ ضد انگلیسی او را تأیید کند.

## پیوند
- ایران و جنگ جهانی اول: صورت وضعیت
- ایران و جنگ جهانی اول: مانیفست دیپلماسی
- ایران و جنگ جهانی اول: فرصت تنفس سیاسی
- ایران و قدرتهای بزرگ در آستانه جنگ جهانی اول
- ایران در جنگ جهانی اول
- نقش چرچیل در قحطی بزرگ تاریخ هند